# Aleksandrowo (powiat przasnyski)
Aleksandrowo – przysiółek w Polsce, położony w województwie mazowieckim, w powiecie przasnyskim, w gminie Chorzele.
W latach 1975–1998 przysiółek należał administracyjnie do województwa ostrołęckiego.